# Urtyn duu
Les chants longs (mongol bichig : ᠤᠷᠲᠤ ᠶᠢᠨ
ᠳᠠᠭᠤ (mongol classique et mongol de Chine), urtiin duu ou mongol cyrillique (khalkha) : Уртын дуу, urtyn duu) constituent avec les chants courts (Богино дуу ; bogino duu), une des deux formes principales de la musique mongole.

## Présentation
Ce genre est appelé « chant long » non pas parce que les chants sont longs (même si certains d'entre eux le sont), mais parce que chaque syllabe du texte est prolongée pendant une longue durée. Un chant de quatre minutes peut ainsi être composé de dix mots. Les thèmes lyriques varient selon le contexte, ils peuvent être philosophiques, religieux, romantiques ou une célébration. Les chevaux sont souvent utilisés comme un symbole ou un thème. Les Mongols de l'Est utilisent généralement le morin khuur (vièle à tête de cheval à large caisse de résonance) comme accompagnement, parfois avec une flûte, appelée limbe. Les groupes Oïrates de l'Ouest préfèrent l'accompagnement au igil, vièle à la caisse de résonance plus petite.
La principale caractéristique de ces chants sont les notes prolongées (tenuto) avec un vibrato profondément modulé sur les voyelles. Ces notes vibrantes et majestueuses appelé shuranhai donnent au chant son profond caractère philosophique, et ils représentent souvent les vallées spacieuses du plateau mongol ainsi que la tranquillité de l'âme mongole.
Il y a trois styles principaux de chants longs :
- besreg urtiin duu (mongol : ᠪᠡᠰᠡᠷᠡᠭ
ᠤᠷᠲᠤ ᠶᠢᠨ
ᠳᠠᠭᠤ, cyrillique : бэсрэг уртын дуу, « mini chant long ») ;
- tügeemel urtiin duu (mongol : ᠲᠦᠭᠡᠮᠡᠯ
ᠤᠷᠲᠤ ᠶᠢᠨ
ᠳᠠᠭᠤ, cyrillique : түгээмэл уртын дуу « chant long entier ») ;
- aizam urtiin duu (mongol : ᠠᠶᠢᠵᠠᠮ
ᠤᠷᠲᠤ ᠶᠢᠨ
ᠳᠠᠭᠤ, cyrillique : айзам уртын дуу, « chant long majestueux »).

L'UNESCO a déclaré les chants longs de Mongolie un des chefs-d'œuvre du Patrimoine culturel immatériel de l'humanité en 2005.
Le urtyn duu est notamment interprété pendant naadam, fête nationale mongole.